# Colobostema dudai
Colobostema dudai is een muggensoort uit de familie van de Scatopsidae. De wetenschappelijke naam van de soort is voor het eerst geldig gepubliceerd in 2001 door Krivosheina.